# Moulin de Drils
Le moulin de Drils est un moulin situé en France sur la commune de Dienne (Cantal), en région Auvergne-Rhône-Alpes.

## Historique
Construit en 1807, ce moulin est conçu selon le principe de la roue horizontale à auget. Il possède deux mécanismes de meules, dont seuls les éléments en pierre subsistent.

### Protection
Le moulin est inscrit au titre des monuments historiques par arrêté du 19 mai 2003.

## Description
Le moulin utilise une meule inférieure fixe posée sur un linteau, surmontée d’une meule mobile tournant sur elle-même, actionnée par un axe vertical relié à une roue horizontale à augets. Le système hydraulique, comprenant bief, retenue maçonnée, canaux de décharge et de fuite, est également toujours en place.